# Campeonato de Rugby das Américas de 2016
O Campeonato de Rugby das Américas de 2016 (em inglês: 2016 Americas Rugby Championship) foi a primeira edição desta competição em seu novo formato. É também conhecido como Seis Nações das Américas, em referência ao torneio Seis Nações da Europa.
Suas partidas foram disputadas entre fevereiro e março de 2016. As seleções de Argentina (com o segundo time, Argentina XV), Brasil, Canadá, Chile, Estados Unidos e Uruguai integraram a lista de participantes deste evento.
A seleção da Argentina sagrou-se campeã do torneio, de maneira invicta.

## Regulamento
O torneio foi disputado no formato todos contra todos, em turno único, no qual cada equipe jogou um total de cinco partidas.
Ao final das cinco rodadas, a seleção que conseguiu somar mais pontos foi declarada campeã.

### Locais de disputa
Segue-se abaixo os locais que receberam as partidas desta competição. As sedes brasileiras foram oficializadas em janeiro de 2016.
| nação          | Estádio                         | Estádio    | Estádio             | Treinador                  | Capitão              |
| nação          | Estádio                         | Capacidade | Cidade              | Treinador                  | Capitão              |
| -------------- | ------------------------------- | ---------- | ------------------- | -------------------------- | -------------------- |
| Argentina      | Estádio Gigante de Arroyito     | 41,654     | Rosário             | Pablo Bouza                | Rodrigo Báez         |
| Argentina      | Estádio del Bicentenario        | 25,286     | São João            | Pablo Bouza                | Rodrigo Báez         |
| Brasil         | Arena Barueri                   | 35,000     | Barueri             | Rodolfo Ambrosio           | João Luiz da Ros     |
| Brasil         | Estádio Martins Pereira         | 15,317     | São José dos Campos | Rodolfo Ambrosio           | João Luiz da Ros     |
| Canadá         | Westhills Stadium               | 1,718      | Langford            | Francois Ratier (interino) | Hubert Buydens       |
| Chile          | Parque Mahuida                  | 2,000      | La Reina            | Elías Santillán            | Benjamín Soto        |
| Chile          | Estádio Municipal de La Pintana | 6,000      | Santiago            | Elías Santillán            | Benjamín Soto        |
| Estados Unidos | BBVA Compass Stadium            | 22,039     | Houston             | John Mitchell              | Blaine Scully        |
| Estados Unidos | Lockhart Stadium                | 20,450     | Fort Lauderdale     | John Mitchell              | Blaine Scully        |
| Estados Unidos | Dell Diamond                    | 11,631     | Round Rock          | John Mitchell              | Blaine Scully        |
| Uruguai        | Estádio Domingo Burgueño        | 22,000     | Maldonado           | Esteban Meneses            | Juan Manuel Gaminara |
| Uruguai        | Estádio Charrúa                 | 14,000     | Montevidéu          | Esteban Meneses            | Juan Manuel Gaminara |

## Jogos do Campeonato de Rugby das Américas de 2016
Seguem-se, abaixo as partidas realizadas neste evento.

### 1ª rodada
| 6 de Fevereiro de 2016 | Chile | 25–22  | Brasil (1 BP)                                                                                              | Parque Mahuida, Santiago                       |  |
| 18:00 (UTC−3)          | Tries: Zunino 23' c De La Fuente 39' c Larenas 54' m Conv: Nordenflycht (2/3) 24', 40' Penais: Nordenflycht (2/3) 4', 17' | Report | Tries: D. Sancery 7' c F. Sancery 45' m Tranquez 68' c Conv: Harvey (2/3) 8', 69' Penais: Harvey (1/3) 58' | Público: 400 Árbitro: Joaquín Montes (Uruguai) |  |

| 6 de Fevereiro de 2016 | (1 BP) Canadá                                                                                                | 33–17  | Uruguai                                                                 | Westhills Stadium, Langford                        |  |
| 16:00 (UTC−8)          | Tries: Mackenzie 7' m Blevins 19' c Moor (2) 27' c, 71' c Clark 64' c Conv: McRorie (4/5) 20', 28', 35', 74' | Report | Tries: Penalty try 33' c Nieto 68' m Leivas 76' m Conv: Silva (1/3) 33' | Público: 1.123 Árbitro: Juan Sylvestre (Argentina) |  |

| 6 de Fevereiro de 2016 | (1 BP) Estados Unidos                                                                                               | 35–35  | Argentina (1 BP) | BBVA Compass Stadium, Houston                  |  |
| 19:00 (UTC−6)          | Tries: Ngwenya 12' Clever 50' m Dolan 66' c Fry 74' c Conv: Bird (3/4) 13', 67', 75' Penais: Bird (3/4) 3', 6', 32' | Report | Tries: Carrió (2) 17', 78' c Báez 25' c Paz 35' c Bertranou 65' c Conv: Miotti (3/3) 18', 28', 36' Novillo (2/2) 65', 78' | Público: 10.241 Árbitro: Chris Assmus (Canadá) |  |

### 2ª rodada
| 12 de Fevereiro de 2016 | Brasil | 29-33  | Uruguai | Arena Barueri, Barueri                               |  |
| 20:00 (UTC−2)           | Tries: Viera 10' c D. Sancery 57' c Conv: Harvey (2/2) 11', 58' Penais: Harvey (5/5) 2', 8', 19', 54', 69' | Report | Tries: Penalty try 32' c Lamanna (2) 35' m, 74' m Arata 61' m Kessler 65' m Conv: Silva (1/5) 33' Penais: Silva (2/3) 5', 49' | Público: 3.500 Árbitro: Damian Schneider (Argentina) |  |

| 13 de Fevereiro de 2016 | Argentina | 52–15  | Chile                                              | Estádio del Bicentenario, São João                    |  |
| 18:00 (UTC−3)           | Tries: Tuculet (2) 2' c, 24' m Paz (4) 16' c, 58' c, 71' c, 77' c Portillo 63' c Etchart 65' m Conv: Mercerat (6/8) 3', 16', 59', 64', 72', 78' | Report | Penais: Nordenflycht (5/6) 10', 19', 40', 44', 68' | Público: 17.500 Árbitro: Kurt Weaver (Estados Unidos) |  |

| 13 de Fevereiro de 2016 | Estados Unidos | 30–22  | Canadá                                                                                     | Dell Diamond, Round Rock                           |  |
| 18:00 (UTC−6)           | Tries: London 26' c Clever (3) 57' m, 61' m, 65' c Conv: Bird (1/1) 27' Kruger (1/2) 66' Penais: Bird (1/1) 20' Kruger (1/2) 76' | Report | Tries: Maguire 69' c Conv: Ferguson (1/1) 70' Penais: McRorie (5/6) 9', 13', 22', 30', 45' | Público: 7.145 Árbitro: Juan Sylvestre (Argentina) |  |

### 3ª rodada
| 20 de Fevereiro de 2016 | Estados Unidos | 64–0   | Chile | Lockhart Stadium, Fort Lauderdale                     |  |
| 18:00 (UTC−5)           | Tries: Baumann 11' m Eloff 17' m Edwards 22' c Taufete'e 35' c Thomas 52' c Anderson 56' c Te'o (2) 64' m, 77' c London 66' c Hume 73' c Conv: Eloff (7/10) 23', 36', 53', 56', 67', 74', 77' | Report |       | Público: 13.591 Árbitro: Damian Schneider (Argentina) |  |

| 20 de Fevereiro de 2016 | Uruguai                                                                                          | 21–24  | Argentina | Estádio Domingo Burgueño, Maldonado                  |  |
| 20:30 (UTC−3)           | Tries: Ormaechea 12' m Favaro 37' c Conv: M. Secco (1/2) 38' Penais: M. Secco (3/4) 9', 27', 46' | Report | Tries: Bollini 6' c Cuaranta 42' c Cappiello 70' c Conv: Novillo (2/2) 7', 43' Mercerat (1/1) 72' Penais: Mercerat (1/1) 77' | Público: 6.000 Árbitro: Kurt Weaver (Estados Unidos) |  |

| 20 de Fevereiro de 2016 | Canadá | 52–25  | Brasil | Westhills Stadium, Langford                      |  |
| 16:00 (UTC−8)           | Tries: Rumball (2) 4' c, 40' c Panga (2) 12' c, 65' c Barkwill 30' c Ciulini 76' c Hamson 80' c Conv: Ferguson (5/5) 4', 13', 31', 40', 66' Staller (2/2) 77', 80' Penais: Ferguson (1/2) 24' | Report | Tries: Cremer 26' c D. Sancery 47' m Da Ros 71' c Conv: M. Duque (2/3) 27', 72' Penais: M. Duque (2/2) 9', 21' | Público: 1.865 Árbitro: Joaquín Montes (Uruguai) |  |

### 4ª rodada
| 27 de Fevereiro de 2016 | Chile                                                                        | 20–23  | Uruguai                                                                                      | Parque Mahuida, Santiago                             |  |
| 18:00 (UTC−3)           | Tries: Nordenflycht 40' m Penais: Nordenflycht (5/5) 20', 27', 37', 52', 71' | Report | Tries: Favaro 17' c Silva 66' c Conv: Secco (2/2) 18', 67' Penais: Secco (3/4) 39', 49', 55' | Público: 1.500 Árbitro: Damian Schneider (Argentina) |  |

| 27 de Fevereiro de 2016 | Brasil                                                                                                  | 24–23  | Estados Unidos                                                                                                  | Arena Barueri, Barueri                        |  |
| 20:00 (UTC−3)           | Tries: D. Sancery 13' c L. Duque 22' m Conv: M. Duque (1/2) 14' Penais: M. Duque (4/5) 4', 7', 50', 80' | Report | Tries: Taufete'e 35' m Schirmer 46' m Kruger 64' c Conv: Bird (1/3) 65' Penais: Bird (1/3) 29' Kruger (1/1) 72' | Público: 2.000 Árbitro: Chris Assmus (Canadá) |  |

| 28 de Fevereiro de 2016 | Argentina | 54–21 | Canadá                                                                         | Estádio Gigante de Arroyito, Rosario             |  |
| 17:00 (UTC−3)           | Tries: Iglesias Valdez 2' m Estellés (2) 9' c, 78' m Leguizamón (2) 28' m, 76' c Cuaranta 40' c Penalty try 53' c Amorosino 58' m Conv: Mercerat (4/8) 10', 40', 54', 76' Penais: Mercerat (2/3) 20', 43' |       | Tries: Moor 12' c Ferguson (2) 32' c, 38' c Conv: Ferguson (3/3) 13', 33', 39' | Público: 3.000 Árbitro: Joaquín Montes (Uruguai) |  |

### 5ª rodada
| 5 de Março de 2016 | Uruguai | 29-25 | Estados Unidos | Estádio Charrúa, Montevidéu         |  |
| 18:00 (UTC−3)      |         |       |                | Árbitro: Juan Sylvestre (Argentina) |  |

| 5 de Março de 2016 | Brasil | 7-42 | Argentina | Estádio Martins Pereira, São José dos Campos |  |
| 19:00 (UTC−3)      |        |      |           | Árbitro: Chris Assmus (Canadá)               |  |

| 5 de Março de 2016 | Chile | 13-64 | Canadá | Estádio Municipal de La Pintana, Santiago |  |
| 20:00 (UTC−3)      |       |       |        | Árbitro: Kurt Weaver (Estados Unidos)     |  |

### Classificação final
Após as cinco rodadas terem sido disputadas, a Argentina (Argentina XV) sagrou-se campeã.
| Posição | Nação          | Partidas | Partidas | Partidas | Partidas | Pontos | Pontos | Pontos | Tries | Bonificação | Bonificação | Pontos Ganhos |
| Posição | Nação          | Jogos    | V        | E        | D        | G+     | G-     | Dif    | Tries | 4 tries     | D 7         | Pontos Ganhos |
| ------- | -------------- | -------- | -------- | -------- | -------- | ------ | ------ | ------ | ----- | ----------- | ----------- | ------------- |
| 1º      | Argentina      | 5        | 4        | 1        | 0        | 207    | 99     | +108   | 30    | 4           | 0           | 22            |
| 2º      | Estados Unidos | 5        | 2        | 1        | 2        | 177    | 110    | +67    | 24    | 3           | 2           | 15            |
| 3º      | Canadá         | 5        | 3        | 0        | 2        | 192    | 139    | +53    | 25    | 3           | 0           | 15            |
| 4º      | Uruguai        | 5        | 3        | 0        | 2        | 123    | 131    | –8     | 14    | 1           | 1           | 14            |
| 5º      | Brasil         | 5        | 1        | 0        | 4        | 107    | 175    | –68    | 11    | 0           | 2           | 6             |
| 6º      | Chile          | 5        | 1        | 0        | 4        | 73     | 225    | –152   | 5     | 0           | 1           | 5             |

- Critérios de pontuação: vitória = 4; empate = 2; quatro ou mais tries convertidos (bonificação por partida) = 1; derrota por diferença igual ou menor a sete pontos (bonificação por partida) = 1.